# Frontoliza
Frontoliza – proces zanikania lub osłabiania frontu atmosferycznego.
Na mapach synoptycznych front ulegający frontolizie oznacza się linią przerywaną, zaznaczając symbole rodzaju frontu na co drugim odcinku.